# Ljudmila Kondrat'eva
Ljudmila Andreevna Kondrat'eva, coniugata Sedych (in russo Людмила Андреевна Кондратьева-Седых?; Šachty, 11 aprile 1958), è un'ex velocista sovietica, campionessa olimpica dei 100 metri piani a Mosca 1980.

## Biografia
Nata nel 1958 a Šachty, cittadina dell'allora Unione Sovietica, inizia a praticare atletica leggera all'età di 11 anni nella scuola sportiva della sua città. Nel 1973 entra a far parte della squadra giovanile sovietica di atletica e successivamente debutta nella nazionale maggiore. Il primo grande evento a cui partecipa sono i Campionati europei del 1978 a Praga. Dopo essersi classificata sesta sui 100 metri, si impone all'attenzione continentale conquistando le medaglie d'oro dei 200 metri (vinti in 22"52) e della staffetta 4x100, corsa dalle sovietiche in 42"54.
Dopo i successi ottenuti in campo europeo si presenta come una delle favorite dei Giochi olimpici del 1980, che si corrono in casa, a Mosca. Ai Giochi, segnati dal boicottaggio degli Stati Uniti, la Kondrat'eva vince al photofinish la gara dei 100 metri, battendo per 0"01 la tedesca orientale Marlies Göhr. Nella gara si procura però un infortunio al tendine del ginocchio, che ne preclude la partecipazione alle gare dei 200 metri e della staffetta 4x100 m.
Dopo aver saltato le Olimpiadi del 1984, a causa del boicottaggio del blocco sovietico, sposa il martellista Jurij Sjedych (da cui successivamente divorzierà) e annuncia anche il proprio ritiro dalle competizioni. Ritorna sulla sua decisione di ritirarsi poco prima dei Giochi olimpici del 1988 a Seul. Nei 100 metri viene eliminata in semifinale, ma nella prova di staffetta 4x100 metri conquista insieme alle compagne di squadra sovietiche la medaglia di bronzo, precedute da Stati Uniti e Germania Est.

## Palmarès
| Anno | Manifestazione  | Sede         | Evento      | Risultato  | Prestazione | Note |
| ---- | --------------- | ------------ | ----------- | ---------- | ----------- | ---- |
| 1978 | Europei         | Praga        | 100 m piani | 6ª         | 11"38       |      |
| 1978 | Europei         | Praga        | 200 m piani | Oro        | 22"52       |      |
| 1978 | Europei         | Praga        | 4×100 m     | Oro        | 42"54       |      |
| 1980 | Europei indoor  | Sindelfingen | 60 m piani  | Bronzo     | 7"31        |      |
| 1980 | Giochi olimpici | Mosca        | 100 m piani | Oro        | 11"06       |      |
| 1985 | Mondiali indoor | Parigi       | 60 m piani  | 4ª         | 7"36        |      |
| 1988 | Giochi olimpici | Seul         | 100 m piani | Semifinale | 11"21       |      |
| 1988 | Giochi olimpici | Seul         | 4×100 m     | Bronzo     | 42"75       |      |